# Muhammad Ali Jinnah

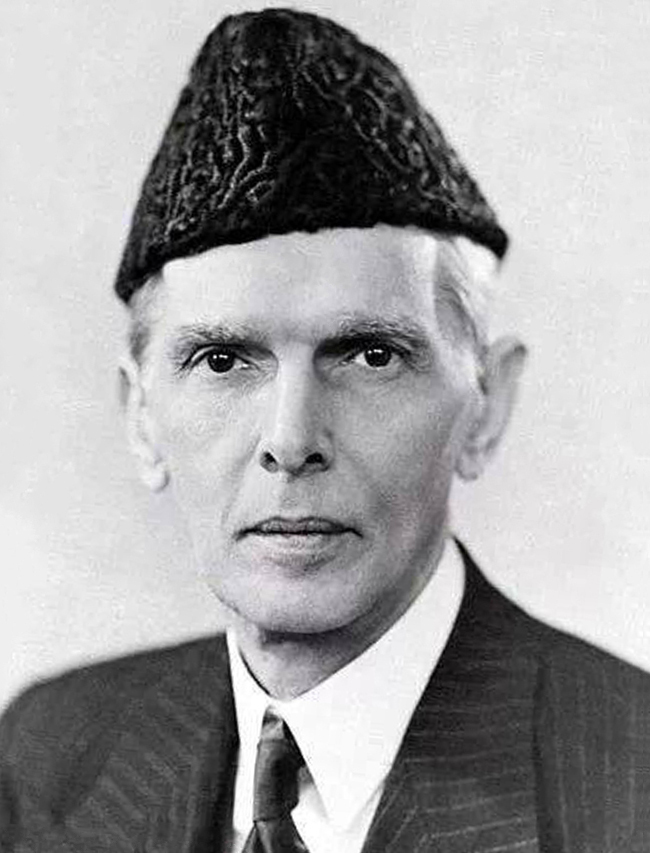
Muhammad Ali Jinnah (1945)

Muhammad Ali Jinnah (Urdu محمد علی جناح; Gujarati:મહંમદ અલી ઝીણા) (* 25. Dezember 1876 als Mahomedali Jinnahbhai in Karatschi; † 11. September 1948 ebenda) war ein pakistanischer Jurist, Politiker und Widerstandskämpfer, der als Gründer des Staates Pakistan gilt. Als Qaid-e Azam (قائد اعظم „Größter Führer“) und Baba-e-Qaum (بابائے قوم „Vater der Nation“) verehrt, führte Jinnah den muslimischen Teil Britisch-Indiens zur Unabhängigkeit und übernahm von 1947 bis zu seinem Tod die Position des ersten Generalgouverneurs Pakistans sowie als erster Sprecher der Nationalversammlung.
Jinnah gewann an Prominenz im Indischen Nationalkongress, wo er zunächst für eine politische Zusammenarbeit zwischen Hindus und Muslimen eintrat. Er spielte eine Schlüsselrolle beim Lucknow-Pakt von 1916, der die Kongresspartei und die Muslimliga vereinte, und engagierte sich in der All-India Muslim League. Doch zunehmende Differenzen mit Mahatma Gandhi und seine Frustration über die Kongresspartei führten 1920 zu seinem Austritt und dazu, dass er die Präsidentschaft der Muslimliga übernahm. Angesichts seiner wachsenden Sorge um die politischen Rechte der Muslime formulierte er 1929 einen Vierzehnpunkteplan, der diese in einem selbstverwalteten Indien sichern sollte. Nach Jahren in London kehrte er 1934 auf Drängen mehrerer Politiker nach Indien zurück, um die Muslimliga zu reorganisieren. Da die Kongresspartei eine Einigung ablehnte, forderte die Muslimliga in der Lahore-Resolution die Teilung Indiens und die Schaffung eines unabhängigen muslimischen Staates. Bei den Wahlen 1946 gewann die Liga in den mehrheitlich muslimischen Regionen Punjab, Bengalen und Sind, was zur Zustimmung der Kolonialmacht zur Teilung führte.
Als Generalgouverneur widmete sich Jinnah dem Aufbau der jungen Nation, trotz schwerer gesundheitlicher Einschränkungen. Die Herausforderungen waren enorm – von der Eingliederung der Flüchtlinge über die nationale Sicherheit bis zur wirtschaftlichen Stabilität. Er starb bereits wenige Monate nach der Staatsgründung. Sein Geburts- und Todestag sind bis heute nationale Feiertage in Pakistan.

## Leben und Werk

### Kindheit und Jugend
Jinnah wurde als Mahomedali Jinnahbhai als ältestes Kind eines wohlhabenden Händlers in Wazir Mansion in Karatschi (heute Pakistan) geboren. Die frühesten Zeugnisse seines Schulregisters lassen den Eindruck aufkommen, dass Jinnah am 20. Oktober 1875 geboren wurde, aber seine erste Biographin Sarojini Naidu gab im Jahr 1917 den 25. Dezember 1876 an. Seitdem wurde dieses Geburtsdatum in allen offiziellen Dokumenten verzeichnet, so auch in Jinnahs Pass. Sein Vater Jinnahbhai Poonja (1857–1901) war aus der Provinz Sindh nach Kathiawar emigriert. Sein Großvater gehörte, bevor er zum Islam übertrat, der gleichen Kaste wie Gandhi an. Muhammad hatte sechs jüngere Geschwister: Zuerst folgten seine drei Brüder Ahmad Ali, Bunde Ali und Rahmat Ali, dann die drei Schwestern Maryam, Fatima und Shireen. Seine Familie gehörte den Ismailiten der muslimischen Schia an. Die Sprache der Familie zu Hause war Gujarati.
Jinnah wurde zuerst zu Hause unterrichtet. Ab 1887 ging er in der Sind Madrasat al-Islam in Karatschi zur Schule, aus der die heutige Sindh Madressatul Islam University hervorging. Später besuchte er die High School der christlichen Missionsgesellschaft in Karatschi. Dort bestand er im Alter von 16 Jahren die Reifeprüfung zur Zulassung an der University of Bombay. Ein englischer Freund seines Vaters bot Jinnah an, als Lehrling in seiner Firma Grahams Shipping and Trading Company in London zu arbeiten. Jinnahs Vater stimmte dem Plan zu. Noch vor seiner Abreise nach London wurde Jinnah in einer arrangierten Ehe mit seiner zwei Jahre jüngeren Cousine Emibai verheiratet; die Eheleute waren zum Zeitpunkt der Eheschließung 16 und 14 Jahre alt. Als Jinnah sich in London aufhielt, starben seine junge Frau, die in Indien geblieben war, und auch seine Mutter. Jinnah kündigte schon bald seine Anstellung als Lehrling, um Jura in Lincoln’s Inn zu studieren. 1895 schloss er das Studium mit einem Examen als Barrister ab. Ab diesem Zeitpunkt begann Jinnah sich als Bewunderer der indischen Politiker Dadabhai Naoroji und Sir Pherozeshah Mahta politisch zu engagieren.
Zusammen mit anderen indischen Studenten beteiligte sich Jinnah an Naorojis Wahlkampagne für einen Sitz im britischen House of Commons. Er entwickelte Ansichten eines überzeugten Parlamentariers und Verfassungspolitikers, der für die indische Selbstregierung eintrat und gleichzeitig die Arroganz britischer Offizieller und die Diskriminierung der Inder verschmähte.
Jinnah, der in persönlichen Dingen als untadelig und in Geldfragen als absolut integer galt, kam unter erheblichen Druck, als das Geschäft seines Vaters bankrottging. Er zog nach Bombay und wurde ein glänzender und erfolgreicher Rechtsanwalt, insbesondere berühmt für die Handhabung des Caucus-Falls, den er 1905 auf Geheiß von Pherozeshah Mahta vor dem Obersten Gerichtshof in Bombay vertrat. Jinnah baute sich in Malabar Hill ein Haus, das später als Jinnah House bekannt wurde. Er war kein streng praktizierender Muslim, trank gerne Champagner, Bordeauxwein, Chablis, Cognac, aß gerne Austern und Kaviar, rasierte sich täglich sorgfältig, kleidete sich lebenslang in tadelloser, europäischer Kleidung, bevorzugte maßgeschneiderte, weiße Leinenanzüge und zweifarbige Schuhe, mied freitags die Moschee und sprach besser Englisch als seine Muttersprache Gujarati. In der den meisten indischen Muslimen vertrauten Sprache Urdu konnte Jinnah lediglich ein paar Sätze sprechen. Seine Reputation als geschickter Anwalt veranlasste den indischen Politiker Bal Gangadhar Tilak, ihn 1905 als seinen Anwalt bei seinem Prozess wegen Volksverhetzung zu beauftragen. Jinnah plädierte geschickt, dass es für einen Inder keine Volksverhetzung darstelle, für sein eigenes Land Freiheit und Selbstregierung zu fordern, aber Tilak erhielt dennoch eine Freiheitsstrafe.

### Frühe politische Karriere
1896 trat Jinnah dem Indischen Nationalkongress bei, der zu jenem Zeitpunkt größten politischen Organisation Indiens. Wie die Mehrheit des Kongresses zu jener Zeit war auch Jinnah angesichts des aus seiner Sicht für Indien vorteilhaften britischen Einflusses auf Bildung, Recht, Kultur und Industrie nicht für vollständige Unabhängigkeit. Er lernte Gopal Krishna Gokhale kennen, der einen starken Einfluss auf ihn ausübte; Jinnah verfolgte am Beginn seiner politischen Karriere das Ziel, ein „muslimischer Gokhale“ zu werden. Am 25. Januar 1910 wurde Jinnah zum Mitglied des sechzig Mitglieder umfassenden Imperialen Legislativrats. Dieser Rat besaß keine reale Macht oder Autorität. Zu ihm gehörten eine große Zahl von nicht gewählten Loyalisten Britisch-Indiens und Europäer. Gleichwohl war Jinnah maßgeblich an der Verabschiedung des „Gesetzes zur Eindämmung der Kinderheirat“ beteiligt, der Legitimation der muslimischen Waqf – religiöse Stiftungen – und wurde in das Sandhurst-Komitee berufen, das die indische Militärakademie in Dehra Dun etablierte. Während des Zweiten Weltkrieges gehörte Jinnah zu jenen moderaten Indern, die die britischen Kriegsanstrengungen unterstützten, in der Hoffnung, Inder würden durch politische Freiheiten belohnt.
Jinnah vermied anfangs seinen Beitritt zur 1906 gegründeten All India Muslim League, weil er ihr nur eine lokale Bedeutung einräumte. 1913 trat er ihr jedoch bei, ohne die Kongresspartei zu verlassen und wurde 1916 anlässlich der Jahrestagung der Muslimliga in Lucknow ihr Präsident. Unter seiner Leitung entwickelte sie sich zunehmend zu einer politischen Partei, die sich gegenüber der konkurrierenden Kongresspartei abgrenzte. Er wurde Architekt des im selben Jahr geschlossenen Lucknow-Pakts zwischen der Kongresspartei und der Muslimliga, wobei es ihm gelang, bei den meisten Fragen der Selbstregierung, sie gegenüber den Briten als geschlossene politische Front zu präsentieren. Jinnah spielte ebenfalls 1916 eine bedeutende Rolle in der Gründung einer All India Home Rule League. Gemeinsam mit den anderen führenden Politikern Annie Besant und Tilak forderte er Home Rule für Indien, den Status eines selbstverwalteten Dominions im Britischen Empire ähnlich dem Status von Kanada, Neuseeland und Australien. Während des Kapitells der Bombay-Präsidentschaft der Liga saß er ihr vor.

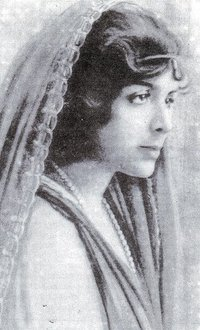
Jinnahs zweite Frau Maryam, genannt „Ruttie“

Während eines Ferienaufenthalts im Mount-Everest-Hotel in Darjeeling lernte der 41-jährige scheinbar eingefleischte Junggeselle Jinnah Rattanbai Petit („Ruttie“) kennen, die 17-jährige Tochter seines engen Freundes Sir Dinshaw Petit, in die er sich unsterblich verliebte, entgegen allen in Indien zu jener Zeit geltenden gesellschaftlichen Konventionen, da die aus Bombay stammende Ruttie der parsischen Elite des Landes angehörte. Petit war so wütend über die sich anbahnende Liebe, dass die Freundschaft darüber zerbrach und er einen Gerichtsbeschluss erwirkte, der es Jinnah untersagte, Ruttie wiederzusehen. Doch Ruttie erwiderte Jinnahs Gefühle offenbar und brannte mit ihrem achtzehnten Geburtstag durch, um 1918 gegen den Willen der parsischen und orthodox muslimischen Gesellschaft den 24 Jahre älteren Jinnah zu heiraten. Doch sie setzte sich über ihre Familie hinweg, konvertierte nominell zum Islam und nahm den Namen Maryam an (sie benutzte ihn niemals), was zu einer Entfremdung von ihrer Familie und der Parsischen Gemeinschaft führte. Das Paar lebte in Bombay und reiste häufig durch Indien und Europa. 1919 gebar sie Jinnah ihr einziges gemeinsames Kind, die Tochter Dina Wadia.

### Vierzehn Punkte und „Exil“
Jinnahs Probleme mit der Kongresspartei begannen mit dem Aufstieg von Mohandas Gandhi 1918, der den gewaltfreien zivilen Ungehorsam als beste Methode für alle Inder empfahl, um Swaraj (Unabhängigkeit oder Selbstregierung) zu erreichen. Im Gegensatz dazu betrachtete Jinnah nur verfassungsmäßigen Kampf als Mittel zur Unabhängigkeit. Ziviler Ungehorsam sei etwas für Unwissende und Analphabeten, belehrte er Gandhi. Anders als die meisten führenden Köpfe des Kongresses, trug Gandhi keine Kleidung westlichen Stils, bemühte sich, eine der indischen Landessprachen anstelle des Englischen zu benutzen und war tief religiös. Gandhis „indisierter“ Führungsstil stand bei der indischen Bevölkerung hoch in Kurs. Jinnah kritisierte Gandhis Unterstützung für die Kalifat-Kampagne ab 1919/1920, die Jinnah als Unterstützung eines religiösen Zelotismus auffasste. 1920 zog sich Jinnah aus der Kongresspartei zurück und warnte, dass Gandhis Methoden massenhaften Kampfes zu einer Spaltung zwischen Hindus und Muslimen und weiteren innerhalb der beiden religiösen Gruppen führen würde.
Zu Beginn seiner Präsidentschaft der Muslimliga wurde Jinnah in einen Konflikt zwischen der Pro-Kongresspartei-Fraktion und der Pro-Britischen Fraktion gezogen. 1927 trat Jinnah in Verhandlungen mit muslimischen und Hindu-Politikern über die Frage einer zukünftigen Verfassung während des Kampfes gegen die ganz und gar britische Simon-Kommission. Die Liga forderte separate Wahlen, während der Nehru-Bericht gemeinsame Wahlen bevorzugte. Jinnah selbst hielt nichts von separaten Wahlen, formulierte aber Kompromissvorschläge und stellte weitere Forderungen, von denen er annahm, sie würden beiden Seiten nützen. Sein Programm wurde unter der Bezeichnung Die 14 Punkte von Mr. Jinnah bekannt. Sowohl die Kongresspartei als auch die anderen politischen Parteien lehnten seine 14 Punkte ab.
Jinnahs Privatleben und insbesondere seine Ehe litten während dieser Zeit unter seiner politischen Arbeit. Die aufsehenerregend schöne, lebenslustige Ruttie liebte es, sich in transparente, figurbetonte Saris zu kleiden und Bombays biedere Gesellschaft zu schockieren. Obwohl sie daran arbeiteten, ihre Ehe durch gemeinsame Reisen nach Europa zu retten, als er in das Sandhurst-Komitee berufen wurde, verließ die eloquente indische Nationalistin 1928 den um seine Seriosität bedachten, sie innig liebenden Jinnah und starb ein Jahr später an einer Überdosis Morphin, die sie gegen eine chronische Kolitis eingenommen hatte. Jinnah war durch ihren Tod tief getroffen. An ihrem offenen Grab auf dem islamischen Friedhof Bombays weinte er erstmals öffentlich. Der sonst so steif und unnahbar, fast gefühllos wirkende Mann zeigte erstmals öffentlich Gefühle.
Bei den Konferenzen am Runden Tisch in London kritisierte Jinnah Gandhi, wurde aber durch den Abbruch der Gespräche desillusioniert. Frustriert durch die Uneinigkeit der Muslimliga entschied er sich, die Politik zu verlassen und als Rechtsanwalt in England zu arbeiten. Seine Schwester Fatima Jinnah, eine zuvor praktizierende Zahnärztin, kümmerte sich seitdem um ihn, lebte und reiste mit ihm und wurde seine engste Beraterin. Sie half ihm bei der Erziehung seiner Tochter, die ihre Ausbildung in England und Indien genoss. Nachdem seine Tochter sich später entschlossen hatte, den als Parsi geborenen, christlichen Geschäftsmann Neville Wadi zu heiraten, entfremdete er sich von seiner Tochter, obwohl er selbst mit den gleichen Problemen 1918 zu kämpfen hatte, als er Rattanbai heiratete. Jinnah setzte zwar seine herzliche Korrespondenz zu seiner Tochter fort, aber ihre persönliche Beziehung blieb gespannt. Dina lebte seitdem zusammen mit ihrer Familie in Indien.

### Führer der Muslimliga
Prominente Muslime wie der Aga Khan, Choudhary Rahmat Ali, A.R. Dard und Muhammad Iqbal unternahmen Vorstöße, um Jinnah zur Rückkehr nach Indien zu bewegen. Rahmat Ali lud Jinnah im Frühjahr 1933 zu einem Bankett mit Austern und Chablis im Londoner Hotel Waldorf-Astoria ein, um ihn zur Übernahme der inzwischen wiedervereinigten Muslimliga zu überreden. Schließlich kehrte Jinnah 1934 nach Indien zurück, ließ sich zum permanenten Präsidenten wählen und begann die Partei zu reorganisieren, wobei er durch Liaquat Ali Khan unterstützt wurde, der als seine rechte Hand agierte. Bei den Wahlen zu den Provinzialregierungen 1937, die im Zuge einer angestrebten Verfassungsreform durchgeführt wurden, erwies sich die Liga als kompetente Partei, die eine bedeutende Zahl der Sitze der muslimischen Wählerschaft erzielen konnte, aber in den wichtigen Provinzen mit muslimischer Mehrheit Punjab, Sindh und Northwest Frontier Province verlor. Die Kongresspartei erzielte die Mehrheit in neun der elf Provinzen.
Jinnah, der die Kongresspartei mit der hinduistischen Mehrheit identifizierte, bot ihr ein Bündnis an – beide Fraktionen würden gemeinsam den Briten gegenübertreten, aber die Kongresspartei hätte ihre Macht teilen, die Wiederherstellung einer separaten Wählerschaft aus der Verfassung von 1909 (Wahlrecht) akzeptieren und die Liga als Repräsentanz der Muslime in Indien respektieren müssen. Die beiden letztgenannten Punkte waren für die Kongresspartei inakzeptabel, die ihre eigenen nationalen Islamrepräsentanten hatte und dem Säkularismus anhing. Sie weigerte sich, die Muslimliga selbst in den Provinzen, in denen bedeutende muslimische Minderheiten existierten, an Ämtern und Pfründen zu beteiligen. Selbst als Jinnah Gespräche mit dem Präsidenten der Kongresspartei, Rajendra Prasad aufnahm, verdächtigten Kongressmitglieder Jinnah, dass er seine Position für überzogene Forderungen und zur Verhinderung der Regierungsbildung nutzen könnte und forderten von der Liga, mit dem Kongress zu fusionieren. Die Verhandlungen scheiterten und obwohl Jinnah den Rückzug aller Kongressmitglieder aus den Provinz- und Zentralämtern 1938 zum Tag der Niederkunft aus Hindu-Dominanz erklärte, behaupten einige Historiker, dass er weiterhin auf eine Übereinkunft hoffte.
In einer Rede an die Liga 1930 stellte Sir Muhammad Iqbal einen unabhängigen Staat der Muslime im Nordwesten Indiens zur Debatte. Rahmat Ali veröffentlichte 1933 ein Pamphlet mit dem provozierenden Titel Now or never. Are we to live or perish forever? („Jetzt oder nie. Werden wir leben oder für immer verschwinden?“), in dem er einen Staat propagierte, den er „Pakistan“ nannte. Jinnah hatte Rahmat Ali zunächst eine ernüchternde Absage erteilt. Dies sei „ein unmöglicher Traum“. Nach dem Scheitern der Zusammenarbeit mit der Kongresspartei, der vergeblichen Forderung nach Wiederherstellung eines separaten Wahlrechts und der Forderung der Muslimliga, exklusiv die muslimische Wählerschaft zu repräsentieren, schwenkte Jinnah zur Idee eines Separatstaates für die Muslime um, um so ihre Rechte zu wahren. Jinnah kam zu der Überzeugung, dass Muslime und Hindus zwei separate Nationen mit unüberbrückbaren Gegensätzen seien – eine Ansicht die später als die „Zwei-Nationen-Theorie“ bekannt wurde. Er erklärte, dass ein vereintes Indien zu einer Marginalisierung der Muslime und später zu einem Bürgerkrieg zwischen Hindus und Muslimen führen würde. Dieser Wechsel in seiner Überzeugung könnte durch seine Korrespondenz mit Iqbal verursacht worden sein, der Jinnah sehr nahestand. Während des Parteitags in Lahore 1940 wurde die sogenannte Pakistan Resolution als Hauptziel der Partei angenommen. Die Resolution wurde mit einem Aufschrei der Empörung durch die Kongresspartei und von vielen Repräsentanten der Muslime, wie Maulana Abul Kalam Azad, Khan Abdul Ghaffar Khan, Sayyid Abul Ala Maududi und die Jamaat-e-Islami abgelehnt. Jinnah wurde am 26. Juli 1943 niedergestochen und bei einem Anschlagsversuch durch ein Mitglied der extremistischen Khaksars verwundet.
Jinnah gründete 1941 die Tageszeitung Dawn – eine wichtige Zeitung, die ihm half, die Standpunkte der Liga zu propagieren. Während der Mission des britischen Ministers Stafford Cripps forderte Jinnah Parität bezüglich der Minister der Kongresspartei und der Muslimliga sowie das exklusive Recht der Vertretung der Muslime durch die Liga und das Recht der Provinzen mit muslimischer Mehrheit auf Sezession, was zum Abbruch der Verhandlungen führte. Jinnah unterstützte die britischen Kriegsanstrengungen während des Zweiten Weltkriegs und lehnte die „Quit India“-Bewegung ab. Während dieser Zeitspanne bildete die Liga Provinzregierungen und trat in die Zentralregierung ein. Nach dem Tode des Leiters der Union Muslimliga Sikander Hyat Khan 1942, einer muslimischen Partei, die für die Einheit Indiens und gegen die Abspaltung Pakistans eintrat, wuchs der Einfluss der Muslimliga im Punjab. 1944 führte Gandhi 14 Verhandlungen mit Jinnah in Bombay über eine Einheitsfront; als die Verhandlungen scheiterten, eröffnete Gandhi Jinnah gegenüber seinen Beistand für die Muslime.

### Gründung Pakistans
Bei den Wahlen 1946 zur verfassunggebenden Versammlung Indiens gewann die Kongresspartei die meisten Sitze, insbesondere die auf die Hindus entfallenden Sitze, während die Muslimliga die Mehrheit der muslimischen Sitze gewann. Die britische Kabinettsmission 1946 veröffentlichte am 16. Mai einen Plan, der zu einem einigen Indien bestehend aus ansehnlichen, autonomen Provinzen und für „Gruppen“ von Provinzen, die auf der Basis der Religionen gebildet werden sollten, aufrief. Ein zweiter, am 16. Juni veröffentlichter Plan sah die Teilung Indiens entlang religiöser Trennungslinien mit den Fürstenstaaten vor, die wählen konnten zwischen Anschluss an das Dominion oder Unabhängigkeit. Die Kongresspartei kritisierte in ihrer Sorge um die Fragmentierung Indiens am 16. Mai den Vorschlag und lehnte ihn am 16. Juni ab. Jinnah gab die Zustimmung der Muslimliga zu beiden Plänen im Bewusstsein, dass die Macht nur an die Partei übertragen würde, die einen Plan unterstützt hätte. Nach einer Debatte und entgegen Gandhis Rat, der beide Pläne als Zwist stiftend ansah, akzeptierte die Kongresspartei den Plan vom 16. Mai, während sie gleichzeitig das Gruppenprinzip ablehnte. Jinnah verurteilte die Zustimmung als „Unredlichkeit“, beschuldigte die britischen Unterhändler des „Verrats“ und zog die Zustimmung der Liga zu beiden Plänen zurück. Die Liga boykottierte die Versammlung, verließ den mit der Regierungsbildung beauftragten Kongress, dessen Legitimität in den Augen vieler Muslime sie aber bestritt.
Jinnah gab einen Aufruf an alle Muslime zu Direkter Aktion am 16. August heraus, um „Pakistan zu erreichen“. Streiks und Proteste waren geplant, woraufhin überall in Indien Gewalt ausbrach, insbesondere in Kalkutta sowie dem Distrikt von Noakhali in Bengalen und mehr als 7.000 Menschen wurden in Bihar ermordet. Obwohl Vizekönig Archibald Wavell bestätigte, dass es „keinen überzeugenden Beweis für diesen Zusammenhang“ gebe, wurden Politiker der Liga von der Kongresspartei und den Medien beschuldigt, die Gewalt orchestriert zu haben. Nach einer Konferenz in London im Dezember 1946 trat die Muslimliga in die Übergangsregierung ein, aber Jinnah ließ sich nicht darauf ein, selbst ein Amt anzunehmen. Es wurde Jinnah als ein wichtiger Sieg zugutegehalten, dass die Liga in die Regierung eintrat, obwohl sie beide Pläne abgelehnt hatte und ihr erlaubt wurde, die gleiche Zahl von Ministern zu berufen, obwohl sie eine Minderheitspartei war. Die Koalition war aus einem zunehmenden Gefühl innerhalb der Kongresspartei, dass Teilung der einzige Weg zur Vermeidung von politischem Chaos und einem möglichen Bürgerkrieg war, unfähig zu arbeiten. Die Kongresspartei stimmte der Teilung Punjabs und der Teilung Bengalens entlang der religiösen Linien gegen Ende des Jahres 1946 zu. Der neue Vizekönig Lord Louis Mountbatten und der indische Beamte V. P. Menon entwickelten einen Vorschlag, ein Islamdominion in Westpunjab, Ostbengalen, Belutschistan und Sindh zu schaffen. Nach einer hitzigen und emotionalen Debatte bestätigte die Kongresspartei diesen Plan. In einem Referendum im Juli 1947 stimmte die North-West Frontier Province für einen Beitritt zu Pakistan. Jinnah beteuerte in einer Rede in Lahore am 30. Oktober 1947, dass die Liga die Teilung akzeptiert hätte, weil „die Konsequenzen jeder anderen Alternative zu desaströs wären, um sie sich vorzustellen“.

### Generalgouverneur
Zusammen mit Liaquat Ali Khan und Abdur Rab Nishtar repräsentierte Jinnah die Muslimliga im Teilungsrat, der das öffentliche Vermögen angemessen zwischen Indien und Pakistan aufzuteilen hatte. Die Mitglieder der Versammlung aus den Provinzen, die Pakistan bilden würden, bildeten die neue verfassunggebende Versammlung und das Militär Britisch-Indiens musste zwischen muslimischen und nichtmuslimischen Einheiten und Offizieren aufgeteilt werden. Indische Politiker waren verärgert, als Jinnah die Fürstenstaaten Jodhpur, Bhopal und Indore umwarb, Pakistan beizutreten, obwohl diese Fürstenstaaten geographisch nicht mit Pakistan verbunden waren und über eine Hindu-Mehrheit der Bevölkerung verfügten.
Jinnah wurde der erste Generalgouverneur Pakistans und Präsident seiner verfassunggebenden Versammlung. Bei der Eröffnung der Versammlung am 11. August 1947 stellte er die Vision eines säkularen Staates voran:

„Sie mögen irgendeiner religiösen Kaste oder einem Glauben angehören – dies hat nichts mit der Aufgabe des Staates zu tun. Im Laufe der Zeit werden Hindus aufhören, Hindus und Muslime aufhören, Muslime zu sein, nicht im religiösen Sinne, weil dies das persönliche Bekenntnis jedes Individuums ist, sondern im politischen Sinne als Bürger des Staates.“

Das Amt des Generalgouverneurs war zeremoniell, aber Jinnah beanspruchte auch die Leitung der Regierung. Die ersten Monate der Existenz Pakistans wurden durch die aufgekommene intensive Gewalt beansprucht. Als Folge der Feindseligkeiten zwischen Hindus und Muslimen stimmte Jinnah mit den indischen Verantwortlichen überein, einen raschen und sicheren Bevölkerungsaustausch im Punjab und Bengalen zu organisieren. Er besuchte die Grenzregionen zusammen mit indischen Politikern, um die Leute zu beruhigen und Frieden herzustellen, und organisierte riesige Flüchtlingslager. Trotz dieser Anstrengungen reichten die Schätzungen bezüglich des Blutzolls von ca. 200.000 bis zu 1 Million Menschen. Die geschätzte Zahl von Flüchtlingen in beiden Ländern erreichte 15 Millionen. Die Bevölkerungszahl der Hauptstadt Karatschi explodierte wegen der großen Zahl von Flüchtlingslagern. Jinnah war persönlich betrübt und bedrückt durch die intensive Gewalt dieser Phase. Zur Annexion des Fürstenstaats Kalat und zur Unterdrückung des Aufstands in Belutschistan befahl Jinnah Gewalt. Er akzeptierte den kontroversen Anschluss von Junagadh, einem Staat mit einer Hindumehrheit und einem muslimischen Regenten auf der Saurashtra-Halbinsel ca. 400 Kilometer südöstlich von Pakistan, der dann aber durch eine indische Intervention rückgängig gemacht wurde.
Es ist unklar, ob Jinnah die Stammesinvasion von Pakistan in das Königreich Jammu und Kashmir im Oktober 1947 plante oder von ihr Kenntnis hatte, aber er entsandte seinen Privatsekretär Khurshid Ahmed, um die Entwicklung in Kaschmir zu beobachten. Als er von Kaschmirs Anschluss an Indien informiert wurde, verdammte Jinnah den Anschluss als illegitim und befahl das Einrücken der pakistanischen Armee nach Kaschmir. Daraufhin informierte der Oberkommandierende aller britischen Offiziere in der früheren Kolonie Britisch-Indien, Sir Claude Auchinleck, Jinnah, dass während Indien das Recht auf Entsendung von Truppen nach Kaschmir habe, die es bereits erreicht hatten, Pakistan dieses Recht nicht besitze. Falls Jinnah weiterhin darauf bestehe, würde Auchinleck alle britischen Offiziere von beiden Seiten abziehen. Da Pakistan eine größere Zahl von Briten in gehobenen Kommandopositionen hatte, widerrief Jinnah seinen Befehl, protestierte aber bei den Vereinten Nationen und forderte eine Vermittlung.
Wegen seiner Rolle bei der Staatsgründung war Jinnah der populärste und einflussreichste Politiker. Er spielte eine entscheidende Rolle beim Schutz der Minderheitenrechte, schuf die Grundlagen des pakistanischen Staates, gründete Kollegs, Militärinstitutionen und Pakistans Finanzpolitik. Bei seinem ersten Besuch in Ostpakistan betonte Jinnah, dass Urdu allein die nationale Sprache sein solle, dem die Bengalis in Ostpakistan, dem heutigen Bangladesch, heftig widersprachen, weil sie traditionell Bengali sprechen. Er arbeitete an einer Übereinkunft mit Indien, um die Auseinandersetzungen über die Vermögensteilung zu beenden.

### Tod

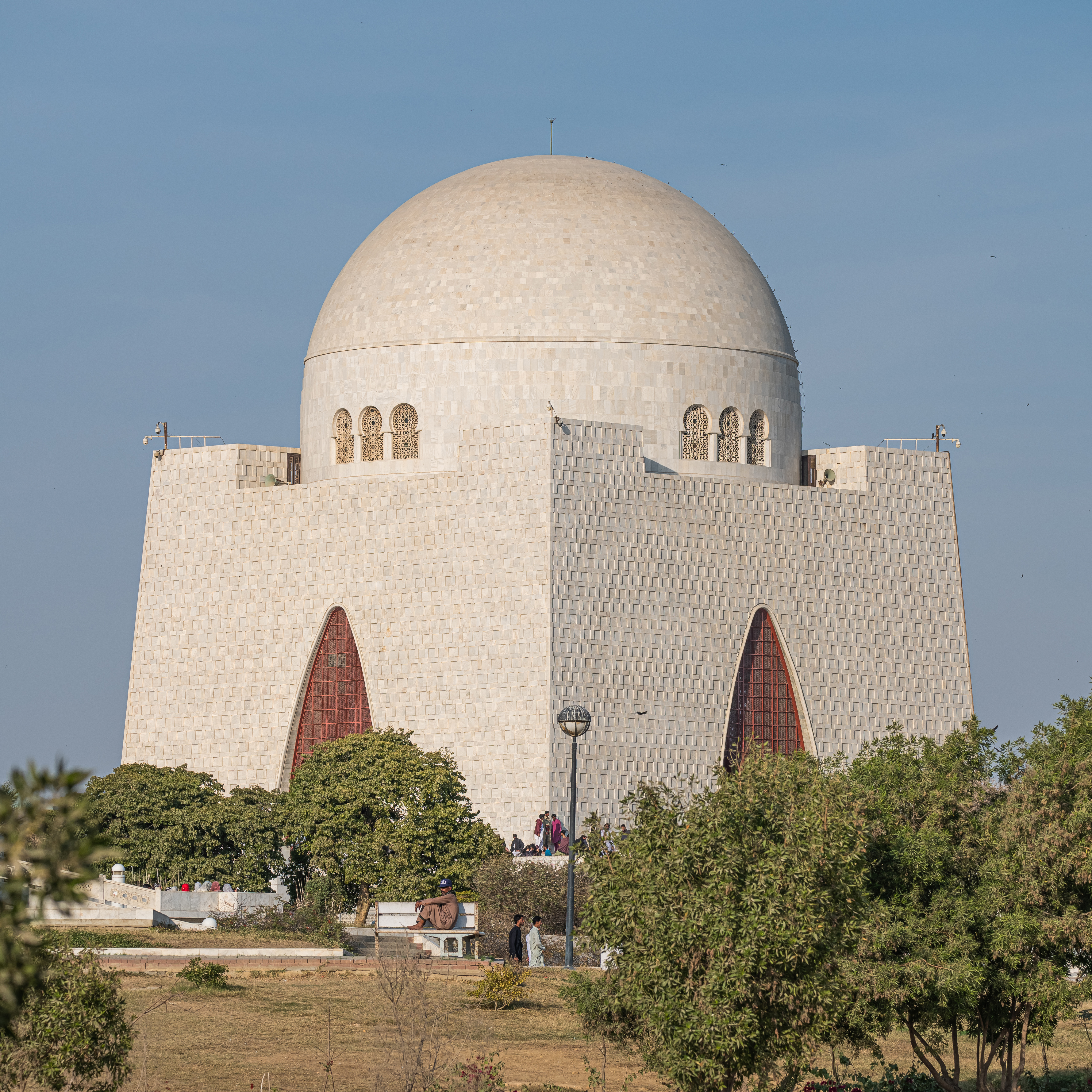
Jinnahs Grabanlage Mazar-e-Quaid in Karatschi

Zeit seines Lebens war Jinnahs Lunge sein gesundheitlicher Schwachpunkt gewesen. Wegen Komplikationen bei einer Rippenfellentzündung war er lange vor dem Zweiten Weltkrieg in Berlin behandelt worden. Seitdem hatten häufige Bronchitisanfälle seine Einsatzfähigkeit nachhaltig beschränkt und seine Kräfte aufgezehrt. Seit Juni 1946 kannte Jinnah die Diagnose seines Arztes Dr. L. A. Patel: Tuberkulose. Lediglich seine Schwester und eine kleine Zahl enger Vertrauter teilten dieses Geheimnis. 1948 begann Jinnahs Gesundheitszustand, aufgrund der schweren Belastungen, die auf die Gründung Pakistans folgten, zu schwanken. Beim Versuch, sich zu erholen und seine Gesundheit wiederherzustellen, verbrachte er viele Monate an seinem offiziellen Rückzugsort in Ziarat, starb jedoch am 11. September 1948 an einer Kombination von Tuberkulose und Lungenkrebs. Nach seiner Beisetzung folgte der Bau eines massiven Mausoleums – Mazar-e-Quaid – in Karatschi, um ihn zu ehren; bei besonderen Gelegenheiten werden dort offizielle und militärische Zeremonien abgehalten.
Jinnahs Tochter Dina Wadia blieb nach der Teilung in Indien, bevor sie letztlich nach New York City umsiedelte. Jinnahs Enkel Nusli Wadia ist ein prominenter Industrieller, der in Mumbai lebt. Bei den Wahlen 1963–1964 wurde Jinnahs Schwester Fatima Jinnah, die als Madar-e-Millat („Mutter der Nation“) bekannt ist, Präsidentschaftskandidatin einer Koalition politischer Parteien, die in Opposition zu Präsident Muhammed Ayub Khan standen, aber sie verlor die Wahl.

## Kritik und Erbe

### Bewertung
Rajmohan Gandhi sieht Jinnah als Anhänger der Zwei-Nationen-Theorie, nach der Hindus und Muslime nicht im selben Staat zusammenleben können. Im Zusammenhang mit dem Tauziehen um Junagadh behauptet er, Jinnah habe Indien provozieren wollen, ein Plebiszit in Junagadh zu fordern, um dann selbst ein Plebiszit in Kaschmir verlangen zu können. Jinnah habe sich davon erhofft, dass die muslimische Mehrheit in Kaschmir bei einem Plebiszit für den Anschluss an Pakistan gestimmt hätte. Einige Historiker wie H. M. Seervai und Ayesha Jalal beteuern, dass Jinnah niemals die Teilung Indiens gewollt habe – sie sei das Ergebnis der Unwilligkeit der Führung der Kongresspartei gewesen, die Macht mit der Muslimliga zu teilen. Es wird behauptet, dass Jinnah lediglich die Pakistanfrage als Methode zur Mobilisierung genutzt hätte, um bedeutende politische Rechte für die Muslime zu erreichen.
Jinnah hat die Bewunderung großer nationalistischer indischer Politiker wie Atal Bihari Vajpayee erlangt. Im Juni 2005 stattete Lal Krishna Advani, Parteivorsitzender der indischen Bharatiya Janata Party, Jinnahs Mausoleum in Karatschi einen vielbeachteten Besuch ab. Er lobte Jinnahs „säkulare“ Vision für den neuen Staat Pakistan und pries Jinnah als „Botschafter der Einheit zwischen Hindus und Muslimen“. Diese für einen Vertreter des Hindu-Nationalismus ungewöhnlichen Worte lösten heftige Proteste in Advanis Partei aus, die ihn zum Rücktritt vom Parteivorsitz nötigten.
In Bangladesch, bis zum Befreiungskrieg von 1971 Ostpakistan, wird Jinnah von einigen negativ gesehen, weil er nach ihrer Ansicht die Macht bei den westpakistanischen (= nichtbengalischen) punjabischen Industriellen und Militäroffizieren konzentrierte. Die muslimische Bevölkerung in Bengalen war nicht einverstanden damit, dass in der Führung der Muslimliga bengalische Politiker unterrepräsentiert waren. Dieses Ungleichgewicht trug dazu bei, dass sich Ostpakistan später von Pakistan abspaltete und als Bangladesch unabhängig wurde.

### Ehrungen

10-Rupien-Banknote mit dem Porträt Ali Jinnahs

Jinnah wird in Pakistan mit dem offiziellen Titel Quaid-e-Azam („Großer Führer“) geehrt. Er ist auf allen Banknoten der pakistanischen Rupie mit dem Wert von zehn oder größer abgebildet. Anlässlich seines 100. Geburtstages gab die Regierung eine Briefmarke heraus. Jinnahs Mausoleum, das „Mazar-e-Quaid“, gehört zu den imposantesten Gebäuden in Karatschi.
Jinnah fungiert als Namensgeber für viele öffentliche Institutionen in Pakistan. Nach ihm sind unter anderem benannt:
- der Jinnah International Airport in Karatschi (früherer Name Quaid-e-Azam International Airport), der größte Flughafen in Pakistan
- eine der größten Straßen in der türkischen Hauptstadt Ankara, die Cinnah Caddesi
- eine der wichtigsten Schnellstraßen in der iranischen Hauptstadt Teheran

### Filme
Die im Jahr 1998 erschienene Filmbiografie Jinnah widmet sich über 110 Minuten dem Leben und Wirken von Muhammad Ali Jinnah. Dieser wird durch Richard Lintern und Christopher Lee dargestellt.
In Richard Attenboroughs Film Gandhi (1982) wurde Jinnah durch den Theaterschauspieler Alyque Padamsee gemimt. In der Fernseh-Miniserie Lord Mountbatten: the Last Viceroy (1986) wurde Jinnah durch den polnischen Schauspieler Vladek Sheybal gespielt. Im Film „Der Stern von Indien“ 2017 spielte Denzil Smith die Rolle von Muhammad Ali Jinnah.

### Jinnah House
Jinnah hatte sich 1936 in Bombay eine stattliche Residenz erbauen lassen, das Jinnah House auf einem Grundstück mit einem Hektar Fläche, offiziell als South Court bekannt. Das Gebäude ist ein Erbe Jinnahs von historischem Rang. Hier hatten Jinnah und Gandhi im September 1944 entscheidende Gespräche über die Teilung Indiens geführt. Weitere Gespräche zwischen Jinnah und Jawaharlal Nehru fanden am 15. August 1946 statt – auf den Tag genau ein Jahr vor der Unabhängigkeit Indiens. Jinnah fühlte sich seinem Haus auch selbst stark verbunden. Als er Generalgouverneur von Pakistan wurde, bat er angeblich den indischen Premierminister Nehru, das Anwesen dem Konsulat eines beliebigen Landes zur Verfügung zu stellen. Nehru bot Jinnah einen Mietvertrag an, der jedoch wegen Jinnahs Tod nicht mehr abgeschlossen werden konnte. Damit ging auch Jinnahs Wunsch, seinen Lebensabend an diesem Ort verbringen zu können, nicht mehr in Erfüllung.
Von 1948 bis 1983 diente das Gebäude dem britischen Hochkommissariat als Residenz des stellvertretenden Hochkommissars. 1983 machte die indische Regierung ihre Ansprüche auf das Objekt geltend. Seitdem hat die pakistanische Regierung Indien wiederholt gebeten, ihr das Haus zu verkaufen oder zu vermieten, damit es als Residenz der pakistanischen Botschaft genutzt werden könne. Darauf ging Indien bisher nicht ein. Auch Jinnahs einzige Tochter Dina Wadia erhebt Anspruch auf den Besitz. Im Jahr 2007 reichte sie eine Klageschrift beim High Court in Mumbai ein. Der Wert der Immobilie wird auf rund 400 Millionen US-Dollar geschätzt (Stand 2017).

## Media
- Busted: Myths About Quaid-e-Azam Jinnah. In: Yasser Latif Hamdani. Naya Duar, 14. August 2021.
- Ataturk vs Jinnah. In: Umair Khan. historian